# ユナイテッドピープル
ユナイテッドピープル (英: UNITED PEOPLE ) は、日本の映画会社。映画・映像ソフトの買い付け・配給・宣伝・制作を行っている。本社は糸島市。

## 沿革
- 2002年7月　関根健次が、前身のダ・ビンチ・インターネットを設立
- 2003年5月　NGO/NPO募金サイト「イーココロ！」を運営開始
- 2007年2月　ユナイテッドピープル株式会社に商号変更
- 2007年9月　第2回ソーシャル・ビジネス・アワード「マイクロソフト奨励賞」を受賞
- 2008年10月　Yahoo! JAPANと業務連携。「Yahoo!ボランティア」でクリック募金開始
- 2009年11月　映画配給事業を開始
- 2012年5月　関根健次が東京から福岡移住に伴って活動拠点を福岡市に移す[1]
- 2014年5月　cinemo（シネモ）運営開始
- 2015年8月　映画上映会し放題プラン「cinemoシアター」リリース
- 2019年5月　初の制作映画『もったいないキッチン』撮影開始
- 2020年4月　Zoomを使ったオンライン上映会を開始[2]

## 作品
- 「アリ地獄のような街」
- 「幸せの経済学」
- 「第4の革命 -エネルギー・デモクラシー」
- 「台北カフェ・ストーリー」
- 「happy -しあわせを探すあなたへ」
- 「マヤ -天の心、地の心-」
- 「バレンタイン一揆」
- 「フォークス・オーバー・ナイブズ いのちを救う食卓革命」
- 「パワー・トゥ・ザ・ピープル ～グローバルからローカルへ～」
- 「ヴィック・ムニーズ／ごみアートの奇跡」
- 「オキュパイ・ラブ」
- 「変身 Metamorphosis」
- 「ハーフ」
- 「バベルの学校」
- 「ハッピー・リトル・アイランド -長寿で豊かなギリシャの島で-」
- 「ダムネーション」
- 「ELEMENTAL 生命の源 ～自然とともに～」
- 「それでも僕は帰る ～シリア 若者たちが求め続けたふるさと～」
- 「ザ・トゥルー・コスト ～ファストファッション 真の代償～」
- 「ジェンダー・マリアージュ ～全米を揺るがした同性婚裁判～」
- 「抱く（HUG）」
- 「七転び八起き - アメリカへ渡った戦争花嫁物語」
- 「ポバティー・インク ～あなたの寄付の不都合な真実～」
- 「0円キッチン」[3]
- 「デイヴィッドとギリアン 響きあうふたり」
- 「ソニータ」[4]
- 「コスタリカの奇跡～積極的平和国家のつくり方～」
- 「静寂を求めて -癒やしのサイレンス-」
- 「ZAN ～ジュゴンが姿を見せるとき～」
- 「タシちゃんと僧侶」
- 「ワンダーランド北朝鮮」[5]
- 「女を修理する男」
- 「シード～生命の糧～」
- 「気候戦士 ～クライメート・ウォーリアーズ～」
- 「最後の楽園コスタリカ オサ半島の守り人」
- 「ナディアの誓い - On Her Shoulders」
- 「アレッポ 最後の男たち」
- 「1日1ドルで生活」
- 「できる － セ・ポシブル」
- 「難民キャンプで暮らしてみたら」
- 「グリーン・ライ ～エコの嘘～」
- 「ミッドナイト・トラベラー」
- 「もったいないキッチン」
- 「プラスチックの海」
- 「パブリック・トラスト」
- 「シャドー・ディール 武器ビジネスの闇」
- 「戦火のランナー」
- 「レフュジー　家族の絆」
- 「ザ・ニュー・ブリード」
- 「ゴースト・フリート ～知られざるシーフード産業の闇～」
- 「パレスチナのピアニスト」
- 「ガザ 素顔の日常」
- 「戦地で生まれた奇跡のレバノンワイン」
- 「コペンハーゲンに山を」
- 「グレート・グリーン・ウォール」
- 「”敵”の子どもたち」
- 「ガザ・サーフ・クラブ」
- 「ミッション・ジョイ ～困難な時に幸せを見出す方法～」
- 「医学生 ガザへ行く」
- 「食べることは生きること ～アリス・ウォータースのおいしい革命～」
- 「アニマル ぼくたちと動物のこと」
- 「私は憎まない」
- 「ラディカル・ラブ ～サティシュ・クマール 巡礼の旅～」
- 「2040 地球再生のビジョン」

## 運営
- cinemo（シネモ） - 映画の上映会（自主上映会）情報のポータルサイト。社会課題・SDGsテーマの映画の上映会（自主上映会）の開催や、全国各地で行われる上映会を見つけたり、映画の口コミを投稿できる会員制サイト。

## 関根健次
- 1976年生まれ。ベロイト大学経済学部卒業。2002年にユナイテッドピープル株式会社を創業。2011年に一般社団法人 国際平和映像祭を設立し国連が定めたピースデー9月21日に合わせてUFPFF 国際平和映像祭を主催。著書に『ユナイテッドピープル』（ナナロク社）[6]。